# St. Leonhard (Abtei)

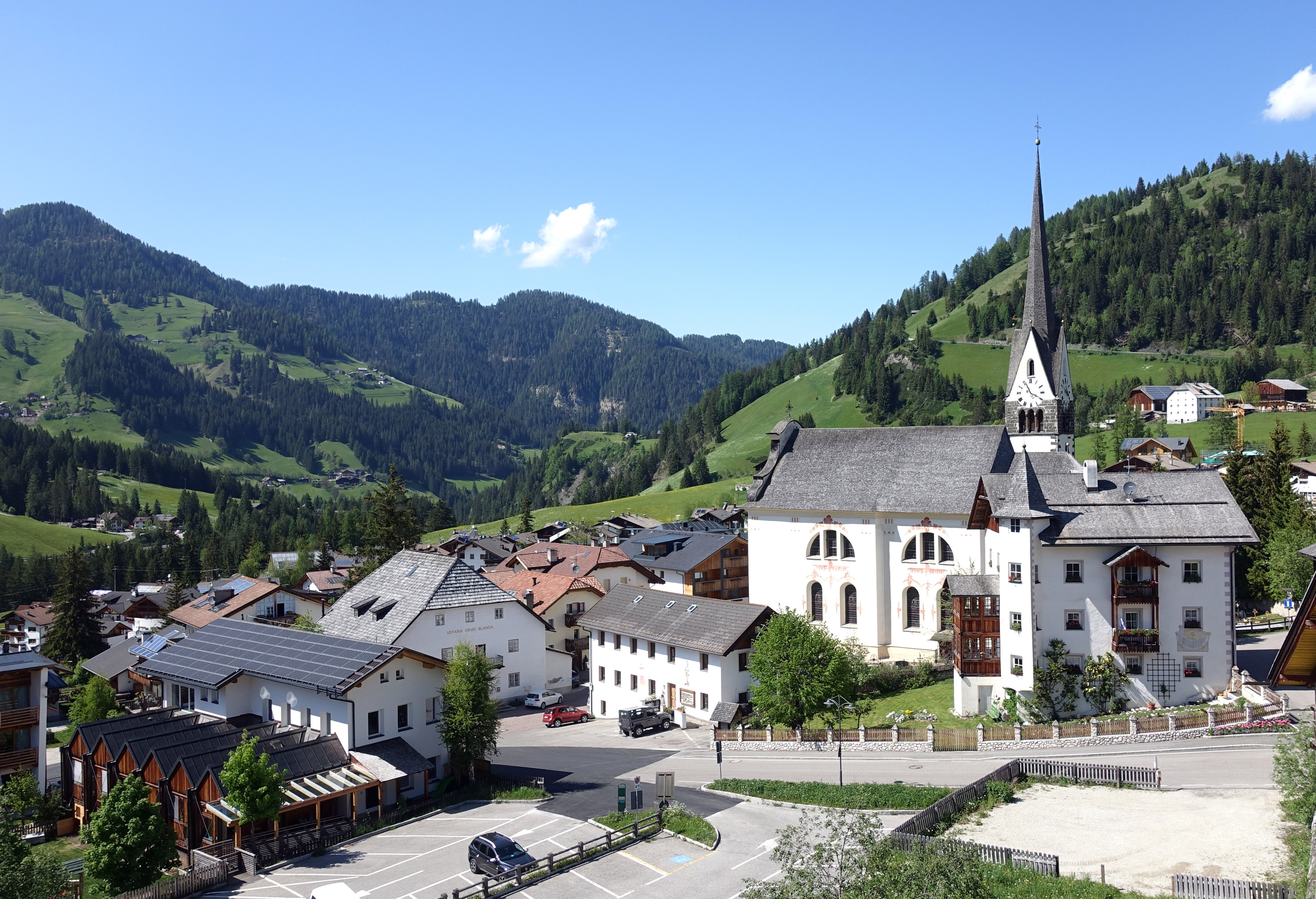
St. Leonhard mit Kirche

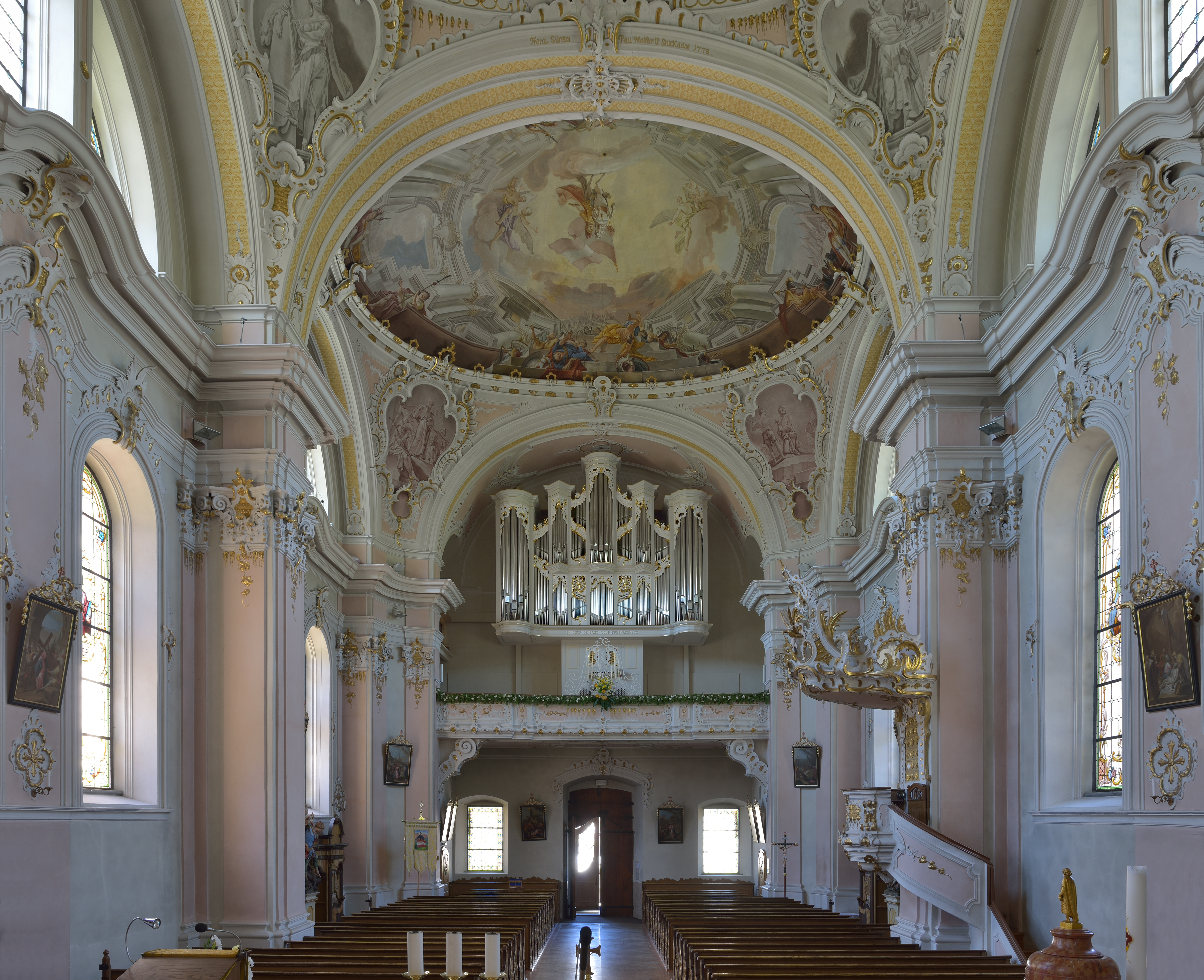
Innenansicht der Kirche mit Orgel

St. Leonhard (ladinisch San Linêrt) ist ein Ortsteil der Gemeinde Abtei im Gadertal in Südtirol bzw. Ladinien. Das Dorf liegt auf circa 1350 Meter Höhe auf der orographisch rechten Talseite östlich der Gader, etwas erhöht gegenüber von Pedratsches. Im Ort gibt es eine Grundschule für die ladinische Sprachgruppe. Zu St. Leonhard gehört auch der Weiler Oies mit dem Geburtshaus des Heiligen Josef Freinademetz.
Ostseitig wird die zur Ferienregion Alta Badia gehörende Ortschaft vom Heiligkreuz-Massiv überragt (2907 m s.l.m.). Unter dessen Felswänden liegen die Wallfahrtskirche Heilig Kreuz und das Heiligkreuz-Hospiz.

## Baudenkmäler
Siehe auch: Liste der Baudenkmäler in Abtei (Südtirol)
- Die barocke Kirche St. Jakob und St. Leonhard wurde von Franz Singer aus Götzens von 1776 bis 1778 an der Stelle einer gotischen Kirche errichtet.
- Ansitz Colz

## Persönlichkeiten
- Josef Freinademetz (1852–1908), katholischer Chinamissionar und Heiliger
- Lois Anvidalfarei (* 1962), Bildhauer